# Andre Jamal Kinney
Pour les articles homonymes, voir Kinney.
Andre Jamal Kinney est un acteur américain né le 15 avril 1989 en Californie. Il est connu pour avoir interprété le petit frère de Ty Hackett dans Blindés. Il a aussi tenu le rôle de Cooper dans la série télévisée Hannah Montana lors de la première saison en 2006.

## Filmographie
- 2006 : Hannah Montana (TV) : Cooper
- 2009 : Blindés : Jimmy Hackett